# Koszmosz–1241
A Koszmosz–1241 (oroszul: Космос–1241) szovjet DSZ–P1–M típusú célműhold.

## Küldetés
Kijelölt pályán mozogva imitálta egy ballisztikus rakéta támadását, ezzel segítve a rádiólokátoros felderítést. Biztosította a légvédelem szerves egységeinek (irányítás, riasztás, imitált elfogás, gyakorló megsemmisítés) összehangolt működését. Hosszabb tárolási idő utáni tesztrepülés.

## Jellemzői
Az ISZ típusú elfogó vadászműholdak teszteléséhez a dnyipropetrovszki OKB–586 (Juzsnoje) tervezőirodában kifejlesztett űregység. Üzemeltetője a moszkvai Honvédelmi Minisztérium (oroszul: Министерство обороны – MO).
Megnevezései: COSPAR: 1981-006A; SATCAT kódja: 12149.
1981. január 21-én a Pleszeck űrrepülőtérről, az LC–132/1 indítóállásából egy Koszmosz–3M (11K65M 65082-427.) típusú hordozórakétával juttatták (LEO = Low-Earth Orbit) alacsony Föld körüli pályára. Az orbitális egység pályája 105 perces, 65,8 fokos hajlásszögű, elliptikus pálya perigeuma 989 kilométer, apogeuma 995 kilométer volt.
A második generációs ASAT űregységek tesztműholdja. Teljes vizsgálati tesztsorozat végrehajtása az 1978-as ABM szerződés aláírásáig. Könnyű célobjektum, kisebb hordozórakéta, gazdaságosabb üzemeltetés, manőverező képesség. Formája hengeres, hasznos tömege 650 kilogramm.
Az 1981. február 2-án indított Koszmosz–1243-as vadászműhold több manőver és önrávezetés (optikai és radar) után sem tudta 1 kilométer közelségbe megközelíteni. A március 14-én indított Koszmosz–1258-as vadászműhold sikeres (ön)megsemmisítést hajtott végre.